# Mount Abbs
Mount Abbs ist mit 2135 m der höchste Berggipfel inmitten der Aramis Range, der sich westlich des Thomson-Massivs in den Prince Charles Mountains im ostantarktischen Mac-Robertson-Land erhebt. 
Er wurde im Dezember 1956 von Teilnehmern der Australian National Antarctic Research Expeditions entdeckt. Die Australian Nature Conservation Agency (ANCA) benannte ihn nach Gordon Lindsay Abbs (1920–1999), einem Funker auf der Mawson-Station im Jahr 1956.